# 特奥哈里·乔治斯库
特奥哈里·乔治斯库（羅馬尼亞語：Teohari Georgescu；1908年1月31日—1976年12月31日），莫斯科派，曾化名“布拉克·特斯克维奇（Burah Tescovich）”、“约内斯库（Ionescu）”、“安德烈（Andrei）”、“波波夫（Popov）”、“米哈伊（Mihai）”，罗马尼亚工人党中央政治执行委员会委员、中央书记处书记，罗马尼亚部长会议副主席兼内务部长。

## 生平
1908年，出生于布加勒斯特杂货店工人家庭。1923年，在“罗马尼亚图书”出版社布加勒斯特印刷厂当学徒工、排字工人、印刷工人。1926年，加入古腾堡印刷工会。1927年，任“罗马尼亚图书”罢工委员会委员。
1929年，入党。1933年，任布加勒斯特工会联合会地方委员会委员和布加勒斯特“古腾堡”印刷工会委员会委员。10月，第一次被捕，判两个月监禁。1934年，第二次被捕，判处两个半月监禁。1935年，第三次被捕，判处两个月监禁。1936年，分管罗马尼亚共产党的印刷出版工作。1937年，任罗马尼亚共产党布加勒斯特地区委员会委员兼蓝色第三区党委书记。
1938年，任罗马尼亚共产党布加勒斯特地区委员会书记。1939年，任罗马尼亚共产党中央委员会委员。1940年，任罗马尼亚共产党中央书记处书记。1940年4月，赴莫斯科，在苏联内务人民委员部接受培训。1941年，第四次被捕，并判处10年徒刑。1944年，八·二三武装起义后，乔治斯库获释出狱，任内政部分管国家行政事务的副部长。
1945年，为罗共中央委员、中央政治局委员，负责处理罗马尼亚共产党和罗马尼亚社会民主党的合并和干部工作。1946年，任罗马尼亚人民共和国政府内务部长。1948年，为罗马尼亚工人党中央委员、中央政治局委员、中央书记处书记。1950年，任罗马尼亚工人党中央组织局委员。3月，任罗马尼亚人民共和国部长会议副主席兼内务部长，主管军事、安全警察和内务部。
1952年，被批评为“右倾”，被解除一切职务。1953年，被逮捕，并受到国家安全部门的调查和审讯。1956年，回到“罗马尼亚图书任印刷厂厂长。1963年，退休。1968年，获得平反。1972年，为罗马尼亚共产党中央委员会候补委员。1976年，逝世。

## 著作
- 《在克卢日地方政府会议上的讲话》（1945年9月）
- 《统一的利益，统一的党》（1945年）
- 《1946年7月17日在罗马竞技场，蓝色第三区人民集会上的演讲》（1946年）
- 《自由的受欢迎的警惕防线，文集（1944年-1946年7月）》（1946年）
- 《1877年征服和1944-1945年恢复民族独立》（1946年）
- 《人民民主政权的政治基础》（1949年）
- 《1949年1月12日，星期三，在大国民议会例行会议上的意见》（1949年）
- 《统一的革命政党和青年劳动组织》（1949年）
- 《1949年3月21日在青年劳动者统一代表大会上的讲话》（1949年）
- 《罗马尼亚人民共和国领土区划法征求意见稿》（1950年）